# Krzysztof Kędziora
Krzysztof Kędziora (ur. 1 lutego 1986 w Koninie) – polski dramaturg, scenarzysta, lektor filmowy i telewizyjny, animator kultury.

## Życiorys
Z wykształcenia politolog i dziennikarz.
Jako pisarz zadebiutował komedią teatralną Wykapany zięć, za którą otrzymał drugą nagrodę w V edycji Ogólnopolskiego Konkursu na napisanie współczesnej komedii polskiej „Komediopisanie”, zorganizowanego przez Teatr Powszechny w Łodzi.
Jest także lektorem filmowym i telewizyjnym.

## Sztuki teatralne
- Wykapany zięć – komedia, prapremiera: Teatr Powszechny w Łodzi 2019[3], wystawienie: Teatr Telewizji TVP 2020[4].
- Rubinowe gody – komedia, prapremiera: Teatr Druga Strefa w Warszawie 2017[5], wystawienia: Agencja Kreatywna – Kamila Kędziora 2019, Wrocławski Teatr Komedia 2020[6], Teatr Komedia w Poznaniu 2023[7]
- Metoda na wnuczka – komedia, prapremiera: Teatr Kamienica w Warszawie 2020[8].

## Książki
- U Pana Boga na dywaniku - autorzy: Andrzej Beya-Zaborski, Krzysztof Kędziora, Wydawnictwo nawiasem mówiąc..., Ślesin 2023[9]